# 松原哲
松原 哲（まつばら あきら、1953年10月3日 - ）は、日本の民事法学者。

## 来歴
早稲田大学法学部卒業後、同大学大学院法学研究科（民事法学専攻）博士課程修了。2004年4月、関東学院大学法科大学院教授。

## 所属
- 日本私法学会
- 民主主義科学者協会法律部会

## 著書
- 谷口貴都『基礎からわかる法学・第2版』（地方自治職員研修臨時増刊104号, 2013年）